# Palaye Royale
 (avril 2025).
Si vous disposez d'ouvrages ou d'articles de référence ou si vous connaissez des sites web de qualité traitant du thème abordé ici, merci de compléter l'article en donnant les références utiles à sa vérifiabilité et en les liant à la section « Notes et références ».
Palaye Royale est un groupe américain de rock, originaire de Las Vegas, en Californie. Il est formé en 2008 par les frères Remington Leith, Sebastian Danzig et Emerson Barrett. Le vrai nom de famille des frères est Kropp ; le surnom de scène de chacun correspond à leurs deuxièmes prénoms. Ils se forment sous le nom de Kropp Circle en 2008 et changent leur nom en Palaye Royale en 2011.

## Histoire

### Kropp Circle (2008–2011)
Sebastian, le frère aîné, est Canadien. Remington et Emerson naissent plus tard aux États-Unis après que la famille déménage à Las Vegas, peu après la naissance de Sebastian. Ils forment le groupe Kropp Circle en 2008, avec Sebastian (16 ans) à la guitare, Remington (14 ans) à la voix et Emerson (12 ans) à la batterie. Kropp Circle est présenté dans l'émission en ligne de Radio Disney N.B.T. (Next Big Thing) en 2009. En 2011, ils changent leur nom en Palaye Royale, en référence à la salle de danse Palais Royale à Toronto, où leurs grands-parents se rencontrent pour la première fois.

### Palaye Royale (depuis 2012)

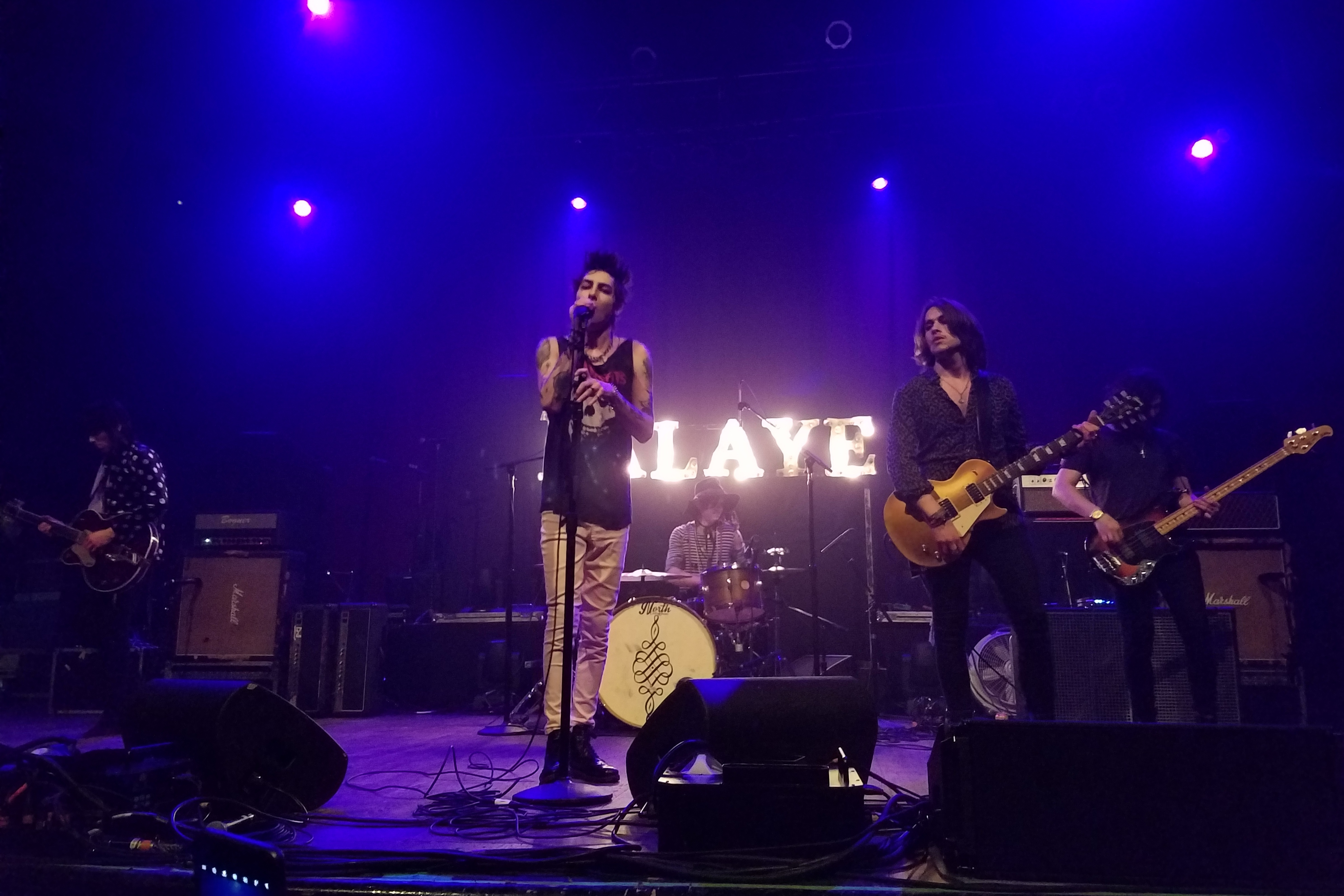
Palaye Royale en concert.

Ils se décrivent comme un « groupe de rock de mode ». Palaye Royale sort son premier single Morning Light en mars 2012. L'EP de six chansons The Ends Beginning sort en juin 2013. En 2014, ils sont le premier groupe non signé à remporter le tournoi Musical March Madness de MTV, battant des artistes tels que Linkin Park.
Fin 2015, ils signent avec Sumerian Records et sortent leur premier album studio Boom Boom Room (Side A) en juin 2016. Le single Get Higher culmine à la 26e place du Billboard Modern Rock Charts. Ils participèrent au Vans Warped Tour en 2016. En 2017, Remington Leith fait la voix chantante pour le personnage Johnny Faust (autrement joué par Andy Biersack) dans le film American Satan et la série Paradise City. Au cours de cette période, le groupe ajoute le bassiste Daniel Curcio et le guitariste Andrew Martin comme musiciens en tournée.
Palaye Royale commence à enregistrer son deuxième album au début de 2018. L'album Boom Boom Room (Side B) est achevé juste une semaine avant que le groupe ne rejoigne le Warped Tour de cette année-là. L'album sort en septembre 2018. Pendant cette période, les fans britanniques du groupe organisent une série de rencontres dans les parcs publics, appelées Palaye in the Park ; le groupe assiste à cette première à Londres et les fans d'autres pays ont adopté la pratique.
Le groupe organise sa propre tournée au printemps 2019 pour promouvoir Boom Boom Room (side B). Au cours de cette tournée, Sebastian Danzig est arrêté pour avoir jeté une tasse à café sur une voiture qui avait essayé de l'écraser ainsi que le chien de sa fiancée. Au cours de l'été 2019, Palaye Royale rejoint Rob Zombie et Marilyn Manson sur la tournée Twins of Evil. Au début de 2020, le groupe institue une série de pop-up shops en Angleterre, dans lesquels les fans du pays peuvent assister à un événement spécial de vente au détail pour acheter des marchandises du groupe sans payer de frais d'expédition internationaux — des œuvres d'art du batteur Emerson Barrett sont souvent présentées lors de ces événements. 
Le groupe se lance dans une tournée européenne au début 2020 pour soutenir leur prochain troisième album. Une date de février à Glasgow, en Écosse, est annulée en raison d'un désaccord avec le lieu ; et un autre spectacle à Birmingham, en Angleterre, est annulé mais elle est remplacée par un concert à guichets fermés à Wolverhampton. Le reste de la tournée est annulé en raison de la pandémie de Covid-19, juste avant un concert à Prague, en République tchèque, Le troisième album du groupe, The Bastards, sort en mai 2020 et contient des contributions des musiciens en tournée Daniel Curcio et Andrew Martin. Curcio est licencié du groupe en juin 2020 en raison d'allégations d'inconduite en ligne[Quoi ?].
Le 5 juillet 2021, le groupe annonce le début d'une nouvelle ère d'albums et la prochaine sortie de deux nouveaux singles. Le 9 juillet, les deux singles, intitulés No Love In LA et Punching Bag, sortent sur toutes les plateformes. Le 11 octobre 2021, le groupe sort un nouveau single intitulé Paranoid. Le titre de l'album Fever Dream est officiellement annoncé le 16 novembre lors d'une interview avec Ted Stryker, suivie d'un message sur le compte Twitter officiel du groupe. Le 3 août, ils annoncent leur tournée 2023 Fever Dream European and UK, avec des invités spéciaux tel que Yonaka ou encore Starbenders.

## Membres

### Membres actuels
- Remington Leith - chant principal (depuis 2008)
- Sebastian Danzig - guitare, claviers (depuis 2008)
- Emerson Barrett - batterie, piano (depuis 2008)
- Andrew Martin – guitare (depuis 2018)
- Jennie Vee – basse (depuis 2018)

### Ancien membre
- Daniel Curcio – basse (2017-2020)

## Discographie

### Albums studio
- 2016 : Boom Boom Room (Side A)
- 2018 : Boom Boom Room (Side B)
- 2020 : The Bastards
- 2022 : Fever Dream
- 2024 : Death or Glory

### EP
- 2013 : The Ends Beginning
- 2013 : Get Higher / White
- 2021 : No Love in LA / Punching Bag
- 2023 : Sextape
- 2024 : Songs for Sadness

### Singles
(avril 2025).
- "Morning Light" (2012)
- "Get Higher" (2013; re-released 2017)
- "You'll Be Fine" (2018)
- "Death Dance" (2018)
- "Fucking with My Head" (2019)
- "Nervous Breakdown" (2019)
- "Hang On to Yourself" (2019)
- "Massacre, the New American Dream" (2019)
- "Lonely" (2020)
- "Little Bastards" (2020)
- "Anxiety" (2020)
- "Mad World" (2020)
- "Nightmares in Paradise" (from "Paradise City") (2021)
- "No Love in LA" (2021)
- "Punching Bag" (2021)
- "Paranoid" (2021)
- "Broken" (2022)
- "Fever Dream" (2022)
- "Lifeless Stars" (2022)
- "Destozado y Roto" (version espagnole de "Broken") (2022)
- "Line It Up" (feat. LP) (2022)
- "Push Me Away" (feat. Remington Leith of Palaye Royale) (2023)
- "Debilitate" (feat. Pussy Riot) (2023)
- "Bullet With Butterfly Wings" (Inspired By The Motion Picture "Divinity") (2023)
- "Dead To Me" (2023)
- "umakemenotwannadie" (2024)
- "Just My Type" (2024)
- "Wednesday Afternoon" (2024)
- "Dead To Me (Reimagined)" (feat. Unlike Pluto, Joanna Jones) (2024)
- "Showbiz" (2024)
- "Ache In My Heart" (2024)
- "Dark Side of the Silver Spoon" (2024)
- "Cyanide" (feat. Huddy) (2024)